# Gmina Domaszowice
Gmina Domaszowice es una gmina rural (distrito administrativo) en el condado de Namysłów, Voivodato de Opole, en el suroeste de Polonia. Su sede es el pueblo de Domaszowice, que se encuentra a unos 14 kilómetros al este de Namysłów y a 43 kilómetros al norte de la capital regional Opole.
La gmina cubre un área de 113,86 kilómetros cuadrados (44,0 mi²), y a partir de 2019 su población total es de 3.591 habitantes.

## Pueblos
Gmina Domaszowice contiene los pueblos y asentamientos de Domaszowice, Dziedzice, Gręboszów, Kopalina, Nowa Wieś, Piekło, Polkowskie, Siemysłów, Stary Gręboszów, Strzelce, Sułoszów, Świbne, Szerzyna, Wielka Kolonia, Wielołęka, Włochy, Woskowice Górne, Wygoda, Zalesie y Zofijówka.

## Gminas vecinas
Gmina Domaszowice limita con las gminas de Namysłów, Pokój, Rychtal, Świerczów y Wołczyn.